# Пабло Аймар
Пабло Сесар Аймар (на испански: Pablo César Aimar, роден на 3 ноември 1979 г. в Рио Куарто, Аржентина) е бивш аржентински футболист-национал, офанзивен халф. Висок 1,70 м.

## Кариера
Аймар играе в първия отбор на гранда Ривър Плейт от сезон 1997/1998 и с изявите си на терена привлича вниманието върху себе си.
Продаден е на испанския Валенсия през 2001 г. за 21, 25 млн. евро. Парите се оправдават, тъй като Аймар помага на отбора да спечели първенството на Испания през сезон 2001/2002, а освен това играе на финала за Шампионската лига през 2001 г. срещу Байерн Мюнхен, загубен след изпълнение на дузпи. През 2004 г. печели Купата на УЕФА и Суперкупата на Европа с отбора на Валенсия.
Играе за Аржентина на СП '02, повикан в националния отбор за СП '06. Дебютира за гаучосите на 9 юни 1999 г. срещу Мексико (2-2). Шампион от световното първенство за младежи през 1999 г. Има 39 мача и 7 гола за Аржентина към юни 2006 г.

## Отличия
- Шампион на Аржентина:
  - Апертура '97, '98 (Ривър Плейт)
  - Клаусура '00 (Ривър Плейт)
- Шампион на Испания: '02, '04 (Валенсия)
- Купа на УЕФА: '04 (Валенсия)
- Суперкупа на Европа: '04 (Валенсия)
- Суперкопа Судамерикана: '97 (Ривър Плейт)

- Шампион на СП '97 за младежи (Аржентина)